# Wieseria pica
Wieseria pica är en rundmaskart. Wieseria pica ingår i släktet Wieseria, och familjen Oxystominidae. Arten är reproducerande i Sverige.